# 선명회어린이합창단
선명회어린이합창단(현 월드비전 어린이 합창단)은 로버트 피얼스 박사가 창립한 월드비전(World Vision)의 소속 어린이합창단이다. 월드비전 3대 회장으로 재임한 이윤재 단장이 설립한 선명회 어린이 합창단은 크게 3단계의 성장을 이루어 왔다.

## 1기 선명회어린이성가단(1956 - 1958)
1기는 1956년 고아들로 구성된 ‘선명회어린이성가단’으로 여자 21명 남자 4명으로 구성되었으며 당시 이화여자고등학교의 음악선생이자 YMCA 어린이합창단을 지휘하던 작곡가 권길상(1927~2015, 대표곡: 스승의 날, 과꽃, 꽃밭에서 등등)선생이 지휘를 맡았다. 하지만 열악한 환경에서 1년여의 활동 끝에 단명하였다.

## 2기 선명회어린이합창단(1960 - 1969)
2기는 1960년 8월 22일에 서울 돈암동 261번지에서 새 출발한 ‘선명회어린이합창단’이다. 원장에 정용태 원감 유의성, 그리고 지휘는 당시 미국 유학에서 막 돌아온 작곡가 장수철과 장병주가 맡았다. 음악원 직원은 7명, 단원으로는 여자 36명 남지 7명 총 43명이었다. 선명회어린이합창단의 설립 목적은 첫 째로는 우리나라와 고아들을 도운 서방국가에 대한 고마움의 사절단이고 한국 고아들의 삶을 알리고 세계와 소통하며, 기부금을 모아 고아들을 위한 아동병원을 설립하는데 있었다. 장수철이 이끄는 선명회어린이합창단은 1961년 10월 1차 해외 공연으로 113일간 캐나다와 미국 73개 도시 순회 연주여행을 다음해인 1962년 2월까지 성공적으로 마치고 그 해 10월 미국 유럽 동남아시아 14개국 104개 도시에서 공연하여 총 4만 마일을 여행하였으며 7개월 동안 50만여 명의 청중에게 400곡 이상을 연주하고 1963년 5월에 귀국하였다. 이 연주의 기부금으로 1964년 6월 1일 김포 아동병원을 개원하였으나 시대의 변화에 따라 1981년 3월 부지 매각과 함께 폐원되었다. 선명회어린이합창단에 대한 평가는 동정심을 개입하지 아니한 순수한 평론으로 남침례교 신학교의 음악교수 존 실링(J. Shilling) 박사는 이들의 노래가 “비엔나 소년 합창단을 능가하는 베스트 중의 베스트”라고 감탄 하였다. 당시 단원 중에는 청각장애아동인 이인순이라는 여아가 있었다. 그는 반짝이는 눈과 재빠른 수화로 합창단원들이 부르는 곡의 가사를 전달하여 연주 때마다 많은 감동을 선사였다. 그러던 중 프랑스에서 설날 연주를 하는 도중 갑자기 교회오르간 소리를 들을 수 있게 된 것이다. 그 후 이인순은 지속적인 의학의 도움으로 청력을 45%가량 회복하게 되었다. 이처럼 숫한 감동을 주었던 선명회어린이합창단은 지휘자가 김정해 박재훈 등으로 바뀌다가 1966년 12월 21일부터는 김종일이, 1969년 10월 2일부터는 장상덕이 맡았다

## 3기 월드비전 한국어린이합창단(1970 - 2020 현재)
1970년 2월 10일부터 윤학원이 맡으면서 본격적으로 3기에 접어들었으며 1978년 영국BBC주최 세계합창경연대회에서 최우수상을 수상하며 명실 공히 세계 최고 수준의 어린이합창단으로 성장하여 오늘에 이르게 되었다. 
(자료제공: 월드비전 한국 50년 운동사, 1950-2000, 대표집필: 민경배)